# 129
129（百二十九、ひゃくにじゅうきゅう）は自然数、また整数において、128の次で130の前の数である。

## 性質
- 129は合成数であり、約数は 1, 3, 43 と 129 である。
  - 約数の和は176。
- 43番目の半素数である。1つ前は123、次は133。
- 連続する10個の素数の和で表せる最小の数である。次は158。
129 = 2 + 3 + 5 + 7 + 11 + 13 + 17 + 19 + 23 + 29　 
  - 最初からの連続素数和とみたとき1つ前は100、次は160。
- 129 = 12 + 82 + 82 = 22 + 22 + 112 = 22 + 52 + 102 = 42 + 72 + 82
  - 3つの平方数の和4通りで表せる最小の数である。次は134。(オンライン整数列大辞典の数列 A025324)
  - 3つの平方数の和 n 通りで表せる最小の数である。1つ前の3通りは54、次の5通りは194。(オンライン整数列大辞典の数列 A025414)
  - 129 = 22 + 52 + 102 = 42 + 72 + 82
    - 異なる3つの平方数の和2通りで表せる14番目の数である。1つ前は125、次は131。(オンライン整数列大辞典の数列 A025340)

  - 129 = 42 + 72 + 82
    - n = 2 のときの 4n + 7n + 8n の値とみたとき1つ前は19、次は919。(オンライン整数列大辞典の数列 A074568)
- 1/129 = 0.007751937984496124031 ... (下線部は循環節で長さは21)
  - 逆数が循環小数になる数で循環節が21になる3番目の数である。1つ前は86、次は172。
- 129 = 17 + 27
  - n = 7 のときの 2n + 1 の値とみたとき1つ前は65、次は257。(オンライン整数列大辞典の数列 A000051)
  - 129 = 22×3+1 + 1
    - n = 3 のときの 22n+1 + 1 の値とみたとき1つ前は33、次は513。(オンライン整数列大辞典の数列 A087289)

  - 129 = 07 + 17 + 27
    - 3連続整数の7乗和で表される最小の数である(負の数は除く)。次は 2316。

  - 129 = 1 × 27 + 1 より15番目のプロス数である。1つ前は113、次は145。
- 各位の和が12になる8番目の数である。1つ前は93、次は138。
- 各位の平方和が86になる最小の数である。次は167。(オンライン整数列大辞典の数列 A003132)
  - 各位の平方和が n になる最小の数である。1つ前の85は29、次の87は1129。(オンライン整数列大辞典の数列 A055016)
- 各位の立方和が738になる最小の数である。次は192。(オンライン整数列大辞典の数列 A055012)
  - 各位の立方和が n になる最小の数である。1つ前の737は29、次の739は1129。(オンライン整数列大辞典の数列 A165370)
- 4番目の完全数8128の異なる素因数の和が129である。1つ前は33、次は8193。(オンライン整数列大辞典の数列 A239546)
- 129 = 13 + 43 + 43
  - 3つの正の数の立方数の和1通りで表せる18番目の数である。1つ前は127、次は134。(オンライン整数列大辞典の数列 A025395)
- 129 = 3 × (60 + 61 + 62) = 333(6)
  - 六進法では3が三つ列ぶゾロ目になる。
    - 3が n 個並ぶ数とみたとき1つ前の33(6)は21(10)、次の3333(6)は777(10)。
    - 三桁のゾロ目とみたとき1つ前の222(6)は86(10)、次の444(6)は172(10)。

  - n = 6 のときの 3(n2 + n + 1) の値とみたとき1つ前は93、次は171。(オンライン整数列大辞典の数列 A259711)
- 29の約数 1,29 を昇順に並べた数である。n の約数を昇順に並べた数とみたとき1つ前の28は12471428、次の30は12356101530。(オンライン整数列大辞典の数列 A037278)

## その他 129 に関連すること
- 1284⁄7 (≒129) ° = 5⁄7 π (rad) = 10⁄7 R である。これは正七角形の外角である。
- 西暦129年
- 第129代ローマ教皇はアガペトゥス2世（在位：946年5月10日～955年11月8日）である。
- ドラえもんのスペックの多くは129.3がキーワードとなっている。
- 年始から数えて129日目は5月9日、閏年は5月8日。
- JR東日本E129系電車は、東日本旅客鉄道の一般形電車。
- 129 × 10−2 = 1.29 は {\displaystyle {\sqrt[{e}]{2}}} の近似値である。(オンライン整数列大辞典の数列 A185362)